# Jag är både listig och stark
Jag är både listig och stark är en bok och en biografi om den svenske sångaren och artisten Olle Ljungström, utgiven augusti 2011 hos Norstedts. Boken är i huvudsak skriven av journalisten Elin Fredrikson, fast andra personer har också bidragit med texter och artiklar i boken, däribland Olle Ljungström själv, Heinz Liljedahl, Ernst Billgren med flera. Boken medföljdes av en musik-DVD med nyinspelningar på nio äldre Olle Ljungström-låtar, betitlad «DVD! de 9 bästa låtarna i världen som någonsin gjorts».

## Kontroverser om bokens rätta upphovsperson
Även om journalisten Elin Fredrikson stod bakom bokens huvudtext så benämns Olle Ljungström som ensam författare på bokens omslag, vilket bemötades med "skarp kritik" från Svenska journalistförbundet. Även i Aftonbladet kritiserades detta som "falsk marknadsföring."

## DVD! de 9 bästa låtarna i världen som någonsin gjorts(musik-DVD)

### Låtlista
Spår 3 & 7 skrivna av Olle Ljungström; spår 1, 4-6 & 9 av Ljungström och Heinz Liljedahl; spår 2 & 8 av Ljungström och Torsten Larsson.
1. Du var min enda drog
2. En förgiftad man
3. Nåt för dom som väntar
4. Människor kan
5. Min trädgård
6. Norrländska präriens gudinna
7. Marrakesh
8. MC7
9. Jag spelar vanlig

- Medverkande: Olle Ljungström (sång, gitarr); Torsten Larsson (sång, percussion); Joel Fritzell (sång, gitarr); Cecilia Ekströmer (sång); Karl Stintzing (keyboards).
- Mixat av Torsten Larsson.
- Producenter: Joel Fritzell och Torsten Larsson.
- All musikvideo producerad och skapad av Cecilia Ekströmer.
- Inspelat december 2010.